# Пауловаць
45°56′ пн. ш. 16°58′ сх. д. / 45.93° пн. ш. 16.97° сх. д.
Пауловаць (хорв. Paulovac) — населений пункт у Хорватії, у Б'єловарсько-Білогорській жупанії у складі громади Велико Тройство.

## Населення
Населення за даними перепису 2011 року становило 99 осіб.
Динаміка чисельності населення поселення: